# Wakaleo alcootaensis
Wakaleo alcootaensis — вид австралійський м'ясоїдних ссавців родини Thylacoleonidae (Сумчастолевові), що відносяться до пізнього міоцену. Єдиним, що представляє вид є фрагмент верхньої щелепи. Його було знайдено у 1974 році доктором Міхаелем Арчером в Північній Території (Alcoota Local Fauna). Цей вид був трішки більшим ніж інші два види роду Wakaleo.